# Чеддер
Че́ддер або че́дер (англ. cheddar) — популярний англійський натуральний сир, який виробляється із незбираного коров'ячого молока. Перші письмові згадки про цей вид сиру датовані 1655 роком, але англійські виробники стверджують, що територія навколо села Чеддер була центром молочної промисловості Англії принаймні з XV століття, а найдавніші згадки про сир чеддер датуються 1170 роком.
Сир чеддер названий на честь місця першого виробництва — села Чеддер в графстві Сомерсет в Англії, хоча і не має захищеного позначення походження. Тісто цього сиру — пластичне, кольору слонової кістки або жовтувате. Інколи в процесі виробництва його підфарбовують натуральним фарбником аннато через те, що сир з молока, з якого попередньо зібрали вершки, має більш блідий колір. Раніше сир чеддер могли підфарбовувати різними рослинними барвниками, наприклад, буряковим соком. Сир чеддер має горіховий та легкий гострий і кислуватий присмак, інтенсивність якого залежить від часу витримки. Суха речовина сиру містить зазвичай від 48 до 50 % жирів. Оптимальний pH при приготуванні чедера — 5,6. Гострота смаку чеддера обумовлена вмістом певних пептидів, а зрілий сир може містити досить великі за розміром кристали кальцій лактату.
Для виготовлення цього твердого сиру використовують незбиране пастеризоване або сире коров'яче молоко. Чеддер загортають в тканину і кладуть на дозрівання (чеддеризація) від 60 днів до пів року, а інколи і до п'яти років. Зазвичай «Чеддер» випускають у формі циліндра вагою 27—35 кілограмів.
Сутність чеддеризації полягає у тому, що після варіння маса в чані опускається в машину для відділення сироватки. Втрата сироватки, що міститься в масі, разом із розвитком кислотності, яку забезпечують бактерії, які виробляють молочну кислоту, робить сир більш компактним. Цей сир не містить сичуг. По досягненню значної кислотності, яка може сягати 0,9 % молочної кислоти, сирну масу розбивають на дрібніші шматочки, нагрівають і розминають із сіллю, щоб її вміст у сирі становив 1,5—1,8 %. Після цього сир перемішують і формують. 
Чеддер має високу поживну цінність: містить у середньому 27,35 % білку, 4,3 % вуглеводів, 20,4 % жирів (62 % яких є насиченими), калорійність — близько 309 ккал/100 г сиру. Є цінним джерелом мінеральних речовин: Кальцію (~76 % добової потреби), Фосфору (~52 % добової потреби), Натрію (~42 % добової потреби), Селену (~51 % добової потреби), Цинку (~30 % добової потреби); вітамінів: вітаміну А (~17 % добової потреби), вітаміну B12 (~24 % добової потреби), вітаміну B2 (~23 % добової потреби).

## Історія
Сир чеддер походить із села Чеддер у графстві Сомерсет на південному заході Англії. Ущелина Чеддер на краю села містить кілька печер, які забезпечували ідеальну вологість і постійну температуру для дозрівання сиру. Сир чеддер традиційно повинен був виготовлятися в межах 30 миль (48 км) від собору Веллса.
Чеддер виробляють щонайменше з 12 століття. Свиток люльки короля Генріха II від 1170 року фіксує покупку 10 240 фунтів (4640 кг) за фартинг за фунт (загалом 10,13 фунтів стерлінгів, 4 дн.). Карл I (1600—1649) також купував сир у села. Французькі автори вважають, що римляни могли привезти рецепт до Британії з регіону Канталь у Франції.
За словами дослідника з Міністерства сільського господарства США, сир чеддер є найпопулярнішим сортом сиру у світі та найбільш вивченим видом сиру в наукових публікаціях.